# حمیدرضا راسخ
حمیدرضا راسخ (متولد ۱۳۴۱) سم‌شناس و داروشناس ایرانی و استاد تمام دانشگاه علوم پزشکی شهید بهشتی است. او از پراستنادترین دانشمندان ایرانی به‌شمار می‌رود.
راسخ مشاور امور سیاستگذاری و برنامه‌ریزی سازمان غذا و داروی ایران است.

## آثار
- راه‍ن‍م‍ای س‍اده داروه‍ای ب‍دون ن‍س‍خ‍ه، ک‍ت‍ای‍ون ص‍اب‍ری ح‍ق‍ی‍ق‍ی، ح‍م‍ی‍درض‍ا راس‍خ، ت‍ه‍ران: م‍وس‍س‍ه ف‍ره‍ن‍گ‍ی ان‍ت‍ش‍ارات‍ی ت‍ی‍م‍ورزاده، ن‍ش‍ر طب‍ی‍ب، ۱۳۷۹